# CLUSTER (漫画)
『CLUSTER』（クラスター）は、秋山たまよによる日本の漫画作品。新紀元社より書き下ろし単行本として、0巻（序章）と1 - 6巻の全7巻が発表されている。なお、発行順序としては0巻が3番目（2巻と3巻の間）になる。
1巻と2巻は初版発行時に共著者としてCLAMPの名前も明記されていたが、その後秋山のみの名義となった。

## あらすじ
その物語は、ある指輪が主人公の元に届くことから始まる。

## 登場人物

### 旅の一行
クレア
天宮の血を引く三王女の末娘。天宮界の危機を救うために世界に散らばるガーディナルを結集させる役目を負う。
アストル
自分の記憶を失っている青年。天宮図を読めたり、パウルの本来の使い方を知っている。
パウル
ホーブで再開した二匹。「ぱう」と「アストル」しか喋らない。アストルには話が通じている。
ライアス
皇国レステルの皇子。
イルデ
地惺界エトリオの第二の結界、レステルの若き紅晶の神官。

### ウインラージ
那海
北の瞑海を護る巫女。
領威
ウインラージの西からきた青年。
淵竜
はるか昔、ウインラージの大陸を砕いた竜。天宮によって封じられそのまま亡くなった。
ガーディナル=ブエイル
額に白い紋章がある。もともとは領威の中に眠っていた。領威が殺されてしまったことにより、淵竜の肉体に宿った。

### エトリオ
メテア
テリスの双子の姉。東方の紅晶の神殿を守護している。
テリス
メテアの双子の妹。西方の碧晶の神殿を守護している。四年前闇の一族に捕らわれた。

### ソラスト
ソート
右手の手の平に白い紋様が印されている男の子。
ミリア
ソートを庇う女の子。
ガーディナル=デリュオス
精獣界を司る者。ソートの中に眠っていた。

### ホーブ
ラナ=フレイア
セレナの姉。セレナに声とともに「護法の力」を奪われた。
セレナ
右腕に白い紋様が印されている女王。ラナの妹。
ガーディナル=ラスティア
領法界を司る者。聖剣アグレイドの中に眠っていた。

### オレイガ
ファラ=ステイラ
オレイガの時の守人。星王剣ザ・エクサソートの仮の姿である。

### メディオ
ディーナ
峠の番人。

### 天宮
エトラ
天宮の血をひく三王女の長女。十年前に修行の旅に出たきり行方不明となる。
フレイア
天宮の血をひく三王女の次女。
キング=ガーディナル
天宮にすむガーディナルの長。
おばば
姫に仕える智を司る長老の一人。

## 単行本
| タイトル  | 発行日             | ISBN               |
| --------- | ------------------ | ------------------ |
| CLUSTER 1 | 1991年10月22日発行 | ISBN 4-88317-402-6 |
| CLUSTER 2 | 1992年10月6日発行  | ISBN 4-88317-403-4 |
| CLUSTER 0 | 1993年4月24日発行  | ISBN 4-88317-406-9 |
| CLUSTER 3 | 1993年10月23日発行 | ISBN 4-88317-409-3 |
| CLUSTER 4 | 1995年12月28日発行 | ISBN 4-88317-410-7 |
| CLUSTER 5 | 1999年12月20日発行 | ISBN 4-88317-412-3 |
| CLUSTER 6 | 2002年2月13日発行  | ISBN 4-7753-0056-3 |